# Stende
Stende ligger i Talsis distrikt i det vestlige Letland og fik byrettigheder i 1991. Byen tog form fra 1901 til 1904 i forbindelse med opførelsen af jernbanestrækningen Ventspils-Rybinsk. Før Letlands selvstændighed i 1918 hed byen "Stenden" på tysk.